# برهان البلوي
برهان رشيد البلوي لاعب كرة قدم سعودي ، يلعب في نادي الوطني.

## مسيرة اللاعب
بدأ مع نادي الوطني وانتقل إلى نادي حقل في عام 2023 وعاد إلى نادي الوطني في عام 2024.